# Stormo aereo dell'Esercito del Malawi
Lo Stormo aereo dell'Esercito del Malawi è l'attuale aeronautica militare del Malawi e parte integrante delle forze armate del Malawi.

## Aeromobili in uso
Sezione aggiornata annualmente in base al World Air Force di Flightglobal del corrente anno. Tale dossier non contempla UAV, aerei da trasporto VIP ed eventuali incidenti accorsi durante l'anno della sua pubblicazione. Modifiche giornaliere o mensili che potrebbero portare a discordanze nel tipo di modelli in servizio e nel loro numero rispetto a WAF, vengono apportate in base a siti specializzati, periodici mensili e bimestrali. Tali modifiche vengono apportate onde rendere quanto più aggiornata la tabella.
| Aeromobile                   | Origine  | Tipo                          | Versione (denominazione locale) | In servizio (2024) | Note                                            | Immagine |
| Aerei da trasporto           |          |                               |                                 |                    |                                                 |          |
| Dornier Do 228               | Germania | Aereo da trasporto            | Do 228-201Do 228-202Do 228-202K | 2                  | 3 Do 228-201/202/202K consegnati.               |          |
| Xian MA60                    | Cina     | Aereo da trasporto            | MA60                            | 1                  | 2 MA60 ordinati e consegnati il 18 luglio 2022. |          |
| Elicotteri                   |          |                               |                                 |                    |                                                 |          |
| Aérospatiale AS 350 Écureuil | Francia  | elicottero leggero utility    | AS 355AS 550                    | 12                 | 5 AS 355 e 1 AS 550 consegnati.                 |          |
| Eurocopter AS 332 Superpuma  | Francia  | elicottero da trasporto medio | AS 332L1                        | 1                  | 1 AS 332L1 consegnato.                          |          |
| Aérospatiale SA 330 Puma     | Francia  | elicottero da trasporto medio | SA 330H                         | 2                  | 4 SA 330H consegnati.                           |          |
| Aérospatiale SA 341 Gazelle  | Francia  | Elicottero d'attacco          | SA 341B                         | 2                  | 4 SA 341B consegnati.                           |          |

## Aeromobili ritirati
- Basler BT-67
- Dornier Do27-A
- British Aerospace BAe 125
- King Air 90
- Eurocopter AS365 Dauphin
- Sud-Aviation SA 316 Alouette III